# Доброшиці (гміна)
Гміна Доброшице (пол. Gmina Dobroszyce) — сільська гміна у південно-західній Польщі. Належить до Олесницького повіту Нижньосілезького воєводства.
Станом на 31 грудня 2011 у гміні проживало 6359 осіб.

## Територія
Згідно з даними за 2007 рік площа гміни становила 131.74 км², у тому числі:
- орні землі: 48.00%
- ліси: 44.00%

Таким чином, площа гміни становить 12.55% площі повіту.

## Населення
Станом на 31 грудня 2011:
| Опис     | Загалом | Загалом | Чоловіки | Чоловіки | Жінки | Жінки |
| -------- | ------- | ------- | -------- | -------- | ----- | ----- |
| одиниця  | осіб    | %       | осіб     | %        | осіб  | %     |
| все      | 6359    | 100     | 3184     | 50.07    | 3175  | 49.93 |
| міське   | 0       | 100     | 0        |          | 0     |       |
| сільське | 6359    | 100     | 3184     | 50.07    | 3175  | 49.93 |

## Сусідні гміни
Гміна Доброшице межує з такими гмінами: Длуґоленка, Завоня, Крошніце, Олесниця, Твардоґура.